# Schwantesia
Genre
Classification phylogénétique
Schwantesia Dinter est un genre de plante de la famille des Aizoaceae.
Schwantesia Dinter, in Möller's Deutsche Gärtn.-Zeitung 42: 234 (1927)
Type : Schwantesia ruedebuschii Dinter
Nb : les relations entre  Schwantesia Dinter et Schwantesia L.Bolus 1928 (non Dinter ?) sont à éclaircir.

## Liste des espèces
- Schwantesia acutipetala L.Bolus
- Schwantesia australis L.Bolus
- Schwantesia borcherdsii L.Bolus
- Schwantesia chrysoleuca L.Bolus
- Schwantesia clivorum L.Bolus
- Schwantesia cognata L.Bolus
- Schwantesia constanceae N.F.A.Zimmermann
- Schwantesia dissita L.Bolus
- Schwantesia herrei L.Bolus
- Schwantesia loeschiana Tisch.
- Schwantesia marlothii L.Bolus
- Schwantesia moniliformis L.Bolus
- Schwantesia pillansii L.Bolus
- Schwantesia pisiformis L.Bolus
- Schwantesia proxima L.Bolus
- Schwantesia ramulosa L.Bolus
- Schwantesia ruedebuschii Dinter
- Schwantesia scutata L.Bolus
- Schwantesia speciosa L.Bolus
- Schwantesia triebneri L.Bolus
- Schwantesia watermeyeri L.Bolus